# 焦作市
焦作市（しょうさくし）は、中華人民共和国河南省に位置する地級市。

## 地理
河南省の北部に位置し、新郷市、鄭州市、洛陽市、済源市、山西省に接する。

## 歴史
1982年3月に焦作市（地級市）の設立。

## 行政区画
4市轄区・2県級市・4県を管轄下に置く。
- 市轄区：
  - 解放区・中站区・馬村区・山陽区
- 県級市：
  - 沁陽市・孟州市
- 県：
  - 修武県・温県・武陟県・博愛県

| 焦作市の地図                                                        |
| ------------------------------------------------------------------- |
| 解放区 中站区 馬村区 山陽区 修武県 博愛県 武陟県 温県 沁陽市 孟州市 |

### 年表
この節の出典

#### 焦作市(第1次)
- 1956年7月9日 - 河南省新郷専区焦作鉱区が地級市の焦作市に昇格。焦作区・李封区・馬村区を設置。(3区)
- 1956年10月27日 (3区)
  - 新郷専区博愛県の一部が李封区に編入。
  - 新郷専区修武県の一部が馬村区・焦作区・李封区に分割編入。
- 1958年1月14日 (2区)
  - 焦作区・李封区・馬村区の各一部が合併し、城区が発足。
  - 焦作区の残部・李封区の残部・馬村区の残部が合併し、郊区が発足。
- 1958年12月8日 - 焦作市が新郷専区に編入。

#### 焦作市(第2次)
- 1974年1月19日 - 新郷地区焦作市が地級市の焦作市に昇格。解放区・中站区・馬村区・郊区が成立。(4区)
- 1983年9月1日 - 新郷地区修武県・博愛県を編入。(4区2県)
- 1986年1月18日 - 新郷地区武陟県・温県・沁陽県・孟県・済源県を編入。(4区7県)
- 1988年6月25日 - 済源県が市制施行し、済源市となる。(4区1市6県)
- 1989年9月27日 - 沁陽県が市制施行し、沁陽市となる。(4区2市5県)
- 1990年12月27日 - 郊区が山陽区に改称。(4区2市5県)
- 1996年4月29日 - 孟県が市制施行し、孟州市となる。(4区3市4県)
- 1997年12月18日 - 済源市が省直轄県級行政区となる。(4区2市4県)
- 2011年8月18日 - 博愛県の一部が山陽区に編入。(4区2市4県)
- 2011年10月28日 - 武陟県・博愛県の各一部が山陽区に編入。(4区2市4県)
- 2013年12月19日 - 山陽区の一部が解放区に編入。(4区2市4県)

#### 済源工区弁事処
- 1975年5月2日 - 新郷地区済源県を編入。済源工区弁事処が成立。(1県)
- 1977年5月30日 - 済源県が新郷地区に編入。

## 交通
鉄道
- 焦柳線（焦作市 - 広西チワン族自治区柳州市）
- 太焦線（山西省太原市 - 焦作市）
- 新月線（新郷市 - 焦作市）
- 侯月線（山西省臨汾市侯馬市 - 焦作市 月山）
- 鄭焦都市間鉄道（鄭州市 - 焦作市）

道路
- 焦桐高速道路
- 焦鄭晋高速道路
- 長済高速道路

## 教育
- 河南理工大学(河南理工大学 日本語)